# جيروم جيلسون
جيروم جيلسون (بالإنجليزية: Jerome Gilson)‏ هو كاتب ومحامي أمريكي، ولد في 12 يناير 1931 في إلينوي في الولايات المتحدة.